# 97 Dywizja Strzelców (III Rzesza)
97 Dywizja Strzelców (niem. 97. Jäger-Division) – jedna z niemieckich dywizji strzelców. Utworzona została 10 grudnia 1940 r. w rejonie Bad Tölz jako 97. Dywizja Piechoty Lekkiej (97. leichte Infanterie-Division). 6 lipca 1942 r. została przemianowana na 97 Dywizję Strzelców (97. Jäger-Division).

## Szlak bojowy
Dywizja walczyła na foncie wschodnim od 22 czerwca 1941 r. początkowo na Ukrainie (pod Lwowem, Winnicą, Humaniem i Kijowem), następnie nad Dońcem. Odpierała sowiecką ofensywę zimową (1941-42), brała udział w bitwie o Izjum, kampanii kaukaskiej (1943-43) i działaniach odwrotowych. Jednostka poniosła ciężkie straty w czasie bitwy na łuku kurskim. Aktywnie uczestniczyła w walkach podczas odwrotu z Ukrainy m.in. na przyczółku nikopolskim. Ostatecznie została rozbita w marcu 1944 r., później jej resztki przerzucono do Słowacji, gdzie nadal stawiała opór. Walczyła m.in. na Górnym Śląsku. Szlak bojowy zakończyła na wschód od Pragi poddając się wojskom sowieckim w maju 1945.

## Zasługi i odznaczenia
97 Dywizja była jednym z najczęściej odznaczanych związków taktycznych Wehrmachtu. Jej żołnierze otrzymali 10690 Krzyży Żelaznych II klasy, 1468 Krzyży Żelaznych I klasy, 30 Krzyży Niemieckich, 14 Krzyży Rycerskich i 4 Krzyże Rycerskie Krzyża Żelaznego z Liśćmi Dębu (Ritterkreuz des Eisernen Kreuzes mit Eichenlaub). W czasie walk poległo ok. 13 000 żołnierzy tej dywizji.

## Dowódcy
- Generalmajor Walter Weiss, od grudnia 1940,
- Generalleutnant Sigismund von Förster, od stycznia 1941,
- Generalmajor Maximilian Fretter-Pico, od 15 kwietnia 1941,
- Generalleutnant Ernst Rupp, od 1 stycznia 1942 (poległ 30 maja 1943 na Kubaniu),
- Oberst Driedrich-Wilhelm Otte, od 30 maja 1943,
- Generalleutnant Ludwig Müller, od 1 czerwca 1943,
- Generalleutnant Friedrich-Carl Rabe von Pappenheim, od 13 grudnia 1943,
- Oberst Wölfinger, w lutym 1945,
- ponownie Friedrich-Carl Rabe, od marca 1945,
- Generalmajor Robert Bader, od 17 kwietnia 1945[4].

## Skład jednostki
1942
- 204. pułk strzelców
- 207. pułk strzelców
- 81. pułk artylerii
- 97. batalion rozpoznawczy, później cyklistów
- 97. batalion przeciwpancerny
- 97. batalion inżynieryjny
- 97. batalion łączności
- 97. dywizyjne oddziały zaopatrzeniowe (w składzie między innymi 452. batalion turkmeński i 97. kompania mułów jucznych)